# Kolofata
Kolofata ist eine Gemeinde des Départements Mayo-Sava in der Region Extrême-Nord, die die nördliche Spitze Kameruns bildet. Sie liegt nahe der Grenze zu Nigeria.

## Geschichte
Am 12. Januar 2015 erfolgte ein Angriff der Terrorgruppe Boko Haram auf den Militärstützpunkt des Ortes. Es kamen dabei 143 Terroristen zu Tode, von kamerunischer Seite gab es ein Todesopfer.
Vermutlich als Racheaktion geschah am 29. Oktober 2017 ein Selbstmordanschlag im Dorf Goudéri der Gemeinde mit elf Todesopfern.

## Verkehr
Kolofata liegt an der Fernstraße N14.